# Casa Bellera (Rialp)
La Casa Bellera és una obra de Rialp (Pallars Sobirà) protegida com a Bé Cultural d'Interès Local.

## Descripció
Casa pairal de gran tradició a la Vall d'Assua. Es tracta d'un edifici de grans dimensions, construït amb pedra pissarrosa sense desbastar. Consta de planta baixa i tres pisos alts, el darrer, situat directament sota la coberta de llicorella a dues vessants, és destinat a golfes. La façana principal, que s'orienta a llevant, està situada en la paret perpendicular al cavall que sosté la coberta. A la planta baixa, la porta s'obre sota un porxo que ocupa part de la façana principal, format per dues arcades de mig punt. Una arcada de característiques similars ocupa l'espai que l'esmentada façana sobresurt al carrer. Es per aquesta última, que s'accedeix al porxo, el qual es troba a un nivell més elevat que el carrer que descendeix. Al primer pis, i sobre aquest porxo hi ha també un espai obert amb dues arcades de mig punt. Al centre de la façana s'obren dos balcons, en el segon pis s'obren quatre petits balcons. A l'interior de la casa es conserven mobles i objectes antics. Sembla que en altre temps la Casa Bellera dominava gran part de la Vall d'Assua.